# Nederland op de Olympische Zomerspelen 1988
Nederland nam deel aan de Olympische Zomerspelen 1988 in Seoel, Zuid-Korea.

## Medailles
| Sport       | Olympiër                                                    | Discipline       | Medaille |
| ----------- | ----------------------------------------------------------- | ---------------- | -------- |
| Roeien      | Nico Rienks Ronald Florijn                                  | dubbel-twee (m)  | Goud     |
| Wielersport | Monique Knol                                                | wegwedstrijd (v) | Goud     |
|             |                                                             |                  |          |
| Wielersport | Leo Peelen                                                  | puntenkoers (m)  | Zilver   |
| Zwemmen     | Conny van Bentum Karin Brienesse Marianne Muis Mildred Muis | 4x100m vrij (v)  | Zilver   |
|             |                                                             |                  |          |
| Boksen      | Arnold Vanderlyde                                           | zwaargewicht (m) | Brons    |
| Hockey      | Olympisch team                                              | mannen           | 3        |
| Hockey      | Olympisch team                                              | vrouwen          | 3        |
| Judo        | Ben Spijkers                                                | tot 86 kg        | Brons    |
| Kanoën      | Annemarie Cox Annemiek Derckx                               | K2 500m          | Brons    |

## Overzicht per sport
| Sport          | Deelnemers | Goud | Zilver | Brons | Totaal |
| -------------- | ---------- | ---- | ------ | ----- | ------ |
| Atletiek       | 18         |      |        |       | '      |
| Boksen         | 2          |      |        | 1     | 1      |
| Boogschieten   | 3          |      |        |       | '      |
| Hockey         | 32         |      |        | 2     | 2      |
| Judo           | 3          |      |        | 1     | 1      |
| Kanovaren      | 2          |      |        | 1     | 1      |
| Paardensport   | 8          |      |        |       | '      |
| Roeien         | 16         | 1    |        |       | 1      |
| Schermen       | 5          |      |        |       | '      |
| Schietsport    | 5          |      |        |       | '      |
| Schoonspringen | 2          |      |        |       | '      |
| Tafeltennis    | 2          |      |        |       | '      |
| Tennis         | 1          |      |        |       | '      |
| Volleybal      | 12         |      |        |       | '      |
| Wielrennen     | 13         | 1    | 1      |       | 2      |
| Zeilen         | 12         |      |        |       | '      |
| Zwemmen        | 11         |      | 1      |       | 1      |
| Totaal         | 147        | 2    | 2      | 5     | 9      |

## Resultaten per onderdeel

### Atletiek
| Olympiër                                             | Discipline              | Resultaat    | Prestatie |
| ---------------------------------------------------- | ----------------------- | ------------ | --- |
| Rob Druppers                                         | 800m (m)                | kwartfinale  | serie 6:1.47,48 (2e tijd) kwartfinale 2: 1.46,91 (6e tijd) |
| Robin van Helden                                     | 800m (m)                | kwartfinale  | serie 7:1.46,99 (2e tijd) kwartfinale 3: 1.46,61 (7e tijd) |
| Han Kulker                                           | 1500m (m)               | 6e           | serie 4: 3.40,90 (2e tijd) halve finale 1: 3.39,06 (4e tijd) finale: 3.37,08 |
| Marti ten Kate                                       | 10.000m (m)             | 9e           | serie 1: 28.23,23 (12e tijd) finale: 27.50,30 |
| Marti ten Kate                                       | marathon (m)            | 15e          | 2:14.53 |
| Hans Koeleman                                        | 3.000m steeplechase (m) | halve finale | serie 1: 8.35,20 (7e tijd) halve finale 2: 8.21,86 (8e tijd) |
| Gerard Nijboer                                       | marathon (m)            | 13e          | 2:14.40 |
| Erik de Bruin                                        | discuswerpen (m)        | 9e           | kwalificatie 2: 61,66m (7e) finale: 63,06 |
| Emiel Mellaard                                       | verspringen (m)         | 11e          | kwalificatie: 8,02m finale: 7,71m |
| Robert de Wit                                        | tienkamp (m)            | 8e           | 100 meter: 11,05 Verspringen: 6,95m Kogelstoten: 15,34m Hoogspringen: 2,00m 400 meter: 48,21 110m horden: 14,36m Discuswerpen: 41,32m Polsstokhoogspringen: 4,80m Speerwerpen: 63,00m 1.500 meter: 4.25,86 totaal 8189 punten |
|                                                      |                         |              | |
| Nelli Cooman                                         | 100m (v)                | halve finale | serie 2: 11,22 (gedeeld 2e tijd) kwartfinale 2: 11,08 (4e tijd) halve finale 11,13 (7e tijd) |
| Els Vader                                            | 100m (v)                | kwart finale | serie 4: 11,38 (3e tijd) kwartfinale 1: 11,51 (6e tijd) |
| Yvonne van Dorp                                      | 400m (v)                | kwartfinale  | serie 4 52,84 (3e tijd) kwartfinale 3: 53,30 (6e tijd) |
| Elly van Hulst                                       | 1.500m (v)              | serie        | serie 1 4.07,40 (5e tijd) |
| Elly van Hulst                                       | 3.000m (v)              | 9e           | serie 1: 8.48,54 (2e tijd) finale: 8.43,92 |
| Marjan Olyslager                                     | 100m horden (v)         | halve finale | serie 4: 13,04 (1e tijd) kwartfinale 3: 13,02 (3e tijd) halve finale 2: 13,02 (5e tijd) |
| Gretha Tromp                                         | 100m horden (v)         | kwart finale | serie 4: 13,48 (6e tijd) kwartfinale 3: 13,42 (5e tijd) |
| Gretha Tromp                                         | 400m horden (v)         | halve finale | serie 2: 56,11 (2e tijd) halve finale 1: 57,57 (8e tijd) |
| Carla Beurskens                                      | marathon (v)            | 34e          | 2.37,52 |
| Nelli Cooman Marjan Olyslager Gretha Tromp Els Vader | 4x100m (v)              | halve finale | serie 3: 43,96 (3e tijd) halve finale 2: 43,66 (4e tijd) |
| Marjon Wijnsma                                       | verspringen (v)         | kwalificatie | kwalificatie 2: 6,39 (15e) |
| Marjon Wijnsma                                       | zevenkamp (v)           | 11e          | 100m horden: 13,75 hoogspringen: 1,86m verspringen: 6,34m kogelstoten: 13,01m 200m: 25,03 speerwerpen: 37,86m 800m: 2.11,49 totaal 6205 punten                                                                                |

### Boksen
| Olympiër          | Discipline                | Resultaat   | Prestatie |
| ----------------- | ------------------------- | ----------- | --- |
| Regilio Tuur      | vedergewicht (-57 kg) (m) | kwartfinale | 1/32F: versloeg Kelcie Banks Verenigde Staten knock-out 1/16F: versloeg John Wanjau Kenia 4-1 1/8F: versloeg David Anderson Groot-Brittannië interventie scheidsrechter 1/4F: verloor van Daniel Dumitrescu Roemenië 0-5 |
| Arnold Vanderlyde | zwaargewicht (-91 kg) (m) | Brons       | 1/16F: vrij 1/8F: versloeg Henry Akinwande Groot-Brittannië 3-2 1/4F: versloeg Gyul Alvics Hongarije 5-0 1/2F: verloor van Ray Mercer Verenigde Staten interventie scheidsrechter                                        |

### Boogschieten
| Olympiër                 | Discipline      | Resultaat | Prestatie |
| ------------------------ | --------------- | --------- | --- |
| Tiny Reniers             | individueel (m) | 5e        | voorronde: 1286 punten (5e) 1/16F: 328punten (1e) kwartfinale: 328 punten (2e) halve finale: 324 punten (6e) finale 327 punten (6e) |
|                          |                 |           | |
| Jacqueline van Rozendaal | individueel (v) | 23e       | voorronde: 1246 (18e) 1/16F: 293 punten                                                                                             |
| Anita Smits              | individueel (v) | 43e       | voorronde: 1203 punten |

### Hockey
| Olympiër | Discipline | Resultaat | Prestatie |
| --- | ---------- | --------- | --- |
| Frank Leistra Marc Benninga Cees Jan Diepeveen Maurits Crucq René Klaassen Hendrik Jan Kooijman Marc Delissen Jacques Brinkman Gert Jan Schlatmann Tim Steens Floris Jan Bovelander Patrick Faber Ronald Jansen Hidde Kruize Erik Parlevliet Taco van den Honert                        | mannen     | Brons     | voorronde 5-1 Nederland - Argentinië 1-1 Nederland - Spanje 2-3 Nederland - Australië 2-1 Nederland - Kenia 2-0 Nederland - Pakistan HF 1-2 Nederland - Bondsrepubliek Duitsland om brons 2-1 Nederland - Australië |
| |            |           | |
| Det de Beus Yvonne Buter Willemien Aardenburg Laurien Willemse Marjolein Bolhuis-Eijsvogel Lisanne Lejeune Carina Benninga Annemieke Fokke Ingrid Wolff Marieke van Doorn Sophie von Weiler Aletta van Manen Noor Holsboer Helen Lejeune-van der Ben Martine Ohr Anneloes Nieuwenhuizen | vrouwen    | Brons     | voorronde 3-1 Nederland - Verenigde Staten 5-1 Nederland - Groot-Brittannië 1-0 Nederland - Argentinië HF 2-3 Nederland - Australië om brons 3-1 Nederland - Groot-Brittannië                                       |

### Judo
| Olympiër        | Discipline | Resultaat   | Prestatie |
| --------------- | ---------- | ----------- | --- |
| Guno Berenstein | -60 kg (m) | 1/8F        | 1/16F: versloeg Alberto Francini San Marino 1/8F: verloor van Helmut Dietz Bondsrepubliek Duitsland |
| Ben Spijkers    | -86 kg (m) | Brons       | 1/32F: versloeg Michael Bazynski Bondsrepubliek Duitsland 1/16F: versloeg Rene Capo Verenigde Staten 1/8F: versloeg Odvog Baljinniam Mongolië 1/8F: versloeg Odvog Baljinniam Mongolië KF: versloeg Janos Gyani Hongarije HF: verloor van Vladimir Chestakov Sovjet-Unie Om brons: versloeg Densign White Groot-Brittannië |
| Theo Meijer     | -95 kg (m) | kwartfinale | 1/16F: versloeg Liu Anpai China 1/16F: versloeg Moises Marti Fernandes Torres Angola KF: verloor van Jacek Beutler Polen |

### Kanovaren
| Olympiër                      | Discipline   | Resultaat | Prestatie                                                          |
| ----------------------------- | ------------ | --------- | ------------------------------------------------------------------ |
| Annemarie Cox Annemiek Derckx | K-2 500m (v) | Brons     | serie 2: 1.48,65 (1e tijd) HF 2: 1.50,24 (2e tijd) finale: 1.46,00 |

### Paardensport
| Olympiër                                                                         | Onderdeel                   | Resultaat | Prestatie |
| -------------------------------------------------------------------------------- | --------------------------- | --------- | --- |
| Tineke Bartels-de Vries op "Olympic Courage"                                     | dressuur, individueel       | 21e       | Landenwedstrijd: 1288 punten |
| Ellen Bontje op "Olympic Petit Prince"                                           | dressuur, individueel       | 15e       | Landenwedstrijd: 1312 punten Finale: 1297 punten |
| Anky van Grunsven op "Prisco"                                                    | dressuur, individueel       | 36e       | Landenwedstrijd: 1239 punten |
| Annemarie Sanders-Keijzer op "Amon"                                              | dressuur, individueel       | 19e       | Landenwedstrijd: 1303 punten Finale: 1267 punten |
| Tineke Bartels-de Vries Ellen Bontje Anky van Grunsven Annemarie Sanders-Keijzer | dressuur, team              | 5e        | Tineke Bartels-de Vries 1288 punten Ellen Bontje 1297 punten Anky van Grunsven 1239 Annemarie Sanders-Keijzer 1303 punten Totaal: 3906 punten                                                              |
| Rob Ehrens op "Sunrise"                                                          | springconcours, individueel | 16e       | kwalificatie ronde 1: 0 strafpunten kwalificatie ronde 2: 8 strafpunten kwalificatie totaal: 8 strafpunten finale ronde 1: 8 strafpunten finale ronde 2: 8 strafpunten totaal finale: 16 strafpunten       |
| Jos Lansink op "Felix"                                                           | springconcours, individueel | 7e        | kwalificatie ronde 1: 8 strafpunten kwalificatie ronde 2: 0,25 strafpunten kwalificatie totaal: 8,25 strafpunten finale ronde 1: 4 strafpunten finale ronde 2: 8 strafpunten totaal finale: 12 strafpunten |
| Wout Jan van der Schans op "Olympic treffer"                                     | springconcours, individueel | 41e       | kwalificatie ronde 1: 4,75 strafpunten kwalificatie ronde 2: 38,25 strafpunten kwalificatie totaal: 43 strafpunten                                                                                         |
| Jan Tops op "Doreen la Silla"                                                    | springconcours, individueel | 7e        | kwalificatie ronde 1: 4 strafpunten kwalificatie ronde 2: 12 strafpunten kwalificatie totaal: 16 strafpunten finale ronde 1: 8 strafpunten finale ronde 2: 4 strafpunten totaal finale: 12 strafpunten     |
| Rob Ehrens Jos Lansink Wout Jan van der Schans Jan Tops                          | springconcours, team        | Zilver    | kwalificatie ronde 1: 12,25 strafpunten kwalificatie ronde 2: 20 strafpunten totaal: 32,25 strafpunten |

### Roeien
| Olympiër                                                            | Discipline               | Resultaat | Prestatie |
| ------------------------------------------------------------------- | ------------------------ | --------- | --- |
| Henk Jan Zwolle                                                     | skiff (m)                | 12e       | serie 1: 7:.29,68 (5e tijd) herkansing 1: 7.16,23 (2e tijd) HF 1: 7.30,45 (5e tijd) finale B: 7.44,92 (6e tijd) |
| Ronald Florijn Nico Rienks                                          | dubbel-twee (m)          | Goud      | serie 3: 6.16,32 (1e tijd) HF 2: 6.19,57 (2e tijd) finale: 6.21,13                                              |
| Robert Bakker Herman van den Eerenbeemt Hans Kelderman Jürgen Nelis | dubbelvier (m)           | 8e        | serie 3: 5.53,42 (2e tijd) HF 1: 5.52,84 (4e tijd) finale B: 5.55,72 (2e tijd)                                  |
| Johan Leutscher Ralph Schwarz Sven Schwarz Tjark de Vries           | vier zonder stuurman (m) | 9e        | serie 3: 6.17,24 (3e tijd) HF 1: 6.14,96 (5e tijd) finale B: 6.15,32 (3e tijd)                                  |
|                                                                     |                          |           | |
| Harriet van Ettekoven                                               | skiff (v)                | 4e        | serie 2: 7.56,80 (3e tijd) HF 1: 7.48,84 (3e tijd) finale: 7.57,29                                              |
| Jos Compaan Marjan Pentenga Nicolette Wessel Marijke Zeekant        | dubbelvier (v)           | 7e        | serie 2: 6.45,27 (4e tijd) herkansing 1: 6.38,95 (3e tijd) finale B: 6.38,70 (1e tijd)                          |

### Schermen
| Olympiër                                                                     | Discipline     | Resultaat | Prestatie |
| ---------------------------------------------------------------------------- | -------------- | --------- | --- |
| Michiel Driessen                                                             | degen (m)      | 72e       | ronde 1: 5e plaats (0 winst partijen, 4 verliespartijen) |
| Stéphane Ganeff                                                              | degen (m)      | 16e       | ronde 1: 4e plaats (1 winstpartijen, 3 verliespartij) KF: 3e plaats (2 winstpartijen, 2 verliespartijen) HF: 4e plaats (2 winstpartijen, 2 verliespartijen) Eliminatietoernooi ronde 1: verloren van Jerri Bergström Zweden 8-10 herkansing ronde 1: gewonnen van Mykhailo Tyshko Sovjet-Unie 10-4 herkansing ronde 2: gewonnen van Lee Sang-gi Zuid-Korea 10-4 herkansing ronde 3: verloren van Ernő Kolczonay Hongarije 9-10 |
| Arwin Kardolus                                                               | degen (m)      | 27e       | ronde 1: 2e plaats (3 winstpartijen, 1 verliespartij) KF: 2e plaats (3 winstpartijen, 1 verliespartijen) HF: 2e plaats (3 winstpartijen, 2 verliespartijen) Eliminatietoernooi ronde 1: verloren van Stefan Joos België 9-10 herkansing ronde 1: verloren van Johannes Nagele Oostenrijk 7-10 |
| Paul Besselink Michiel Driessen Stéphane Ganeff Arwin Kardolus Olaf Kardolus | degen team (m) | 14e       | ronde 1: 3e plaats (0 winstpartijen, 2 verliespartijen) |

### Schietsport
| Olympiër          | Discipline               | Resultaat | Prestatie                                                            |
| ----------------- | ------------------------ | --------- | -------------------------------------------------------------------- |
| Jack van Bekhoven | luchtgeweer (m)          | 38e       | kwalificatie: 580 punten                                             |
| Hennie Dompeling  | kleiduivenschieten skeet | 13e       | kwalificatie: 146 punten HF: 49 Totaal 195 punten                    |
| Bean van Limbeek  | kleiduivenschieten trap  | 5e        | kwalificatie: 148 punten HF: 47 Totaal 195 punten om brons: 7 punten |
| Eric Swinkels     | kleiduivenschieten skeet | 9e        | kwalificatie: 147 punten HF: 49 Totaal 196 punten                    |
|                   |                          |           |                                                                      |
| Anne Stormorken   | luchtgeweer (v)          | 22e       | kwalificatie: 387 punten                                             |

### Schoonspringen
| Olympiër         | Discipline   | Resultaat | Prestatie                                    |
| ---------------- | ------------ | --------- | -------------------------------------------- |
| Edwin Jongejans  | 3m plank (m) | 8e        | kwalificatie: 591,45 (6e) finale 588,33 (8e) |
|                  |              |           |                                              |
| Daphne Jongejans | 3m plank (v) | 8e        | kwalificatie: 461,85 (7e) finale 465,45 (8e) |

### Tafeltennis
| Olympiër                                     | Discipline     | Resultaat   | Prestatie |
| -------------------------------------------- | -------------- | ----------- | --- |
| Mirjam Hooman-Kloppenburg                    | enkelspel (v)  | voorronde   | Voorronde verloor van Hong Cha-Ok Zuid-Korea 2-3 verloor van Olga Nemes Bondsrepubliek Duitsland 0-3 versloeg Csilla Bátorfi Hongarije 3-0 versloeg Jacqueline Díaz Chili 3-0 versloeg Iyabo Akanmu Nigeria 3-0 |
| Bettine Vriesekoop                           | enkelspel (v)  | kwartfinale | Voorronde versloeg Daniela Guergueltcheva Bulgarije 3-1 versloeg Alena Šafářová Tsjecho-Slowakije 3-0 versloeg Gordana Perkučin Joegoslavië 3-0 versloeg Kim Hae-Ja Argentinië 3-0 versloeg Nihal Meshref Egypte 3-0 1/8F: versloeg Edit Urban Hongarije 3-2 KF: verloor van Marie Hrachova Tsjecho-Slowakije 0-3 |
| Mirjam Hooman-Kloppenburg Bettine Vriesekoop | dubbelspel (v) | kwartfinale | voorronde verloren van Jiao Zhimin & Chen Jing China 0-2 verloren van Marie Hrachova & Renata Kasalova Tsjecho-Slowakije 0-2 versloegen Mika Hoshino & Kiyomi Ishid Japan 2-1 versloegen Olga Nemes & Katja Nolten Bondsrepubliek Duitsland 2-0 versloegen In Sook Bhushan & Diana Gee Verenigde Staten 2-0 versloegen Lau Wai Cheng & Leong Mee Wan Maleisië 2-0 KF: verloren van Yang Young-Ja & Hyun Jung-Hwa Zuid-Korea 0-2 |

### Tennis
| Olympiër         | Discipline    | Resultaat   | Prestatie |
| ---------------- | ------------- | ----------- | --- |
| Michiel Schapers | enkelspel (m) | kwartfinale | 1/32F: versloeg Andrej Tsjesnokov Sovjet-Unie 6-3, 5-7, 6-0, 6-2 1/16F: versloeg Tony Mmoh Nigeria 4-6, 6-3, 6-1, 4-6, 6-1 1/8F: versloeg Sergio Casal Spanje 6-4, 4-6, 2-6, 6-3, 6-4 1/8F: verloor van Miloslav Mečíř Tsjecho-Slowakije 6-3, 6-7, 2-6, 4-6 |

### Volleybal
| Olympiër | Discipline | Resultaat | Prestatie |
| --- | ---------- | --------- | --- |
| Edwin Benne Peter Blangé Ron Boudrie Marco Brouwers Teun Buijs Rob Grabert Pieter Jan Leeuwerink Jan Posthuma Avital Selinger Martin Teffer Ronald Zoodsma Ron Zwerver | mannen     | 5e        | voorronde 1-3 Nederland - Frankrijk 1-3 Nederland - Verenigde Staten 3-0 Nederland - Tunesië 0-3 Nederland - Argentinië 3-0 Nederland - Japan om plaats 5 tot en met 8 3-2 Nederland - Zweden 3-0 Nederland - Bulgarije |

### Wielersport
| Olympiër                                                    | Discipline               | Resultaat | Prestatie                                                                        |
| ----------------------------------------------------------- | ------------------------ | --------- | -------------------------------------------------------------------------------- |
| Erik Cent                                                   | achtervolging (m)        | 1/8F      | kwalificatie: 4.54,16 (16e tijd) 1/8F: verloor van Bernd Dittert DDR ingelopen   |
| Thierry Détant                                              | 1 km tijdrit (m)         | 18e       | kwalificatie: 1.07,555 (18e tijd)                                                |
| Leo Peelen                                                  | puntenkoers (m)          | Zilver    | kwalificatie 2: 13 punten (4e plaats) finale: 26 punten met een ronde voorsprong |
| Mario van Baarle Marcel Beumer Erik Cent Leo Peelen         | ploegenachtervolging (m) | 12e       | kwalificatie: 4.25,67 (12e tijd)                                                 |
|                                                             |                          |           |                                                                                  |
| Tom Cordes                                                  | wegwedstrijd             | 42e       | 4:32.56                                                                          |
| Rob Harmeling                                               | wegwedstrijd             | 38e       | 4:32.56                                                                          |
| Michel Zanoli                                               | wegwedstrijd             | 15e       | 4:32.56                                                                          |
| Maarten den Bakker Tom Cordes Michel Zanoli Gerrit de Vries | 100kmploegentijdrid (m)  | 11e       | 2:03.28,4                                                                        |
|                                                             |                          |           |                                                                                  |
| Heleen Hage                                                 | wegwedstrijd (v)         | 19e       | 2:00.52                                                                          |
| Monique Knol                                                | wegwedstrijd (v)         | Goud      | 2:00.52                                                                          |
| Cora Westland                                               | wegwedstrijd (v)         | 46e       | 2:01.50                                                                          |

### Zeilen
| Olympiër                         | Discipline                 | Resultaat | Prestatie                                              |
| -------------------------------- | -------------------------- | --------- | ------------------------------------------------------ |
| Bart Verschoor                   | Division II (m)            | 4e        | 96 punten (18,0, 10,0, 8,0, 8,0, 5,7, 11,7, 10,0)      |
| Roy Heiner                       | Finn-klasse                | 7e        | 78,4 punten (11,7, 11,7, 15,0, 17,0, 13,0, 10,0, 40,0  |
| Robert Drontmann Mark Drontmann  | 470-klasse (m)             | 9e        | 83,4 punten (11,7, 13,0, 21,0, 13,0, 36,0, 11,7, 13,0) |
|                                  |                            |           |                                                        |
| Henry Koning Hans Schelling      | Flying Dutchman-klasse (g) | 15e       | 98 punten (22,0, 23,0, 13,0, 17,0, 14,0, 14,0, 18,0)   |
| Steven Bakker Kobus Vandenberg   | Star-klasse (g)            | 9e        | 81,7 punten (15,0, 5,7, 13,0, 19,0, 16,0, 14,0, 8,0)   |
| Willy van Bladel Cees van Bladel | Tornado-klasse (g)         | 9e        | 82,7 punten (8,0, 22,0, 19,0, 15,0, 13,0, 5,7, 30,0)   |
|                                  |                            |           |                                                        |
| Henny Vegter Marion Bultman      | 470-klasse (v)             | 13e       | 96 punten (16,0, 17,0, 15,0, 23,0, 15,0, 17,0, 16,0)   |

### Zwemmen
| Olympiër                                                                                             | Discipline                      | Resultaat | Prestatie                                                                                            |
| --- | ------------------------------- | --------- | --- |
| Hans Kroes                                                                                           | 50m vrije slag (m)              | 20        | serie 9: 23,50 (8e tijd)                                                                             |
| Hans Kroes                                                                                           | 100m vrije slag (m)             | 29e       | serie 7: 51,65 (5e tijd)                                                                             |
| Patrick Dybiona                                                                                      | 100m vrije slag (m)             | 30e       | serie 7: 51,79 (6e tijd)                                                                             |
| Patrick Dybiona                                                                                      | 200m vrije slag (m)             | 24e       | serie 5: 1.52,67 (1e tijd)                                                                           |
| Ron Dekker                                                                                           | 100m schoolslag (m)             | 10e       | serie 7: 1.03,08 (3e tijd) swim off voor finaleplaats: 1.03,13 (2e tijd) B-finale: 1.03,22 (2e tijd) |
| Ron Dekker                                                                                           | 200m schoolslag (m)             | 26e       | serie 4: 2.20,84 (3e tijd)                                                                           |
| Frank Drost                                                                                          | 100m vlinderslag (m)            | 19e       | serie 7: 55,38 (7e tijd)                                                                             |
| Frank Drost                                                                                          | 200m vlinderslag (m)            | 14e       | serie 6: 2.00,99 (5e tijd) B-finale: 2.01,59 (6e tijd)                                               |
| Frank Drost Patrick Dybiona Hans Kroes Ron Dekker                                                    | 4x100m vrije slag (m)           | 11e       | serie 1: 3.25,26 (4e tijd)                                                                           |
| Hans Kroes Ron Dekker Frank Drost Patrick Dybiona                                                    | 4x100 wisselslag (m)            | 7e        | serie 2: 3.45,62 (2e tijd) finale: 3.46,55                                                           |
| |                                 |           | |
| Karin Brienesse                                                                                      | 50m vrije slag (v)              | 15e       | serie 5: 26,54 (4e) B-finale: 26,66 (7e tijd)                                                        |
| Karin Brienesse                                                                                      | 100m vrije slag (v)             | 6e        | serie 7: 56,29 (2e tijd) finale: 56,15                                                               |
| Karin Brienesse                                                                                      | 200m vrije slag (v)             | 22e       | serie 4: 2.04,36 (6e tijd)                                                                           |
| Diana van der Plaats                                                                                 | 50m vrije slag (v)              | 16e       | serie 4: 26,49 (1e tijd) B-finale 26,80 (8e tijd)                                                    |
| Diana van der Plaats                                                                                 | 200m vrije slag (v)             | 17e       | serie 3: 2.03,02 (1e tijd)                                                                           |
| Conny van Bentum                                                                                     | 100m vrije slag (v)             | 8e        | serie 7: 56,50 (3e tijd) finale 56,54                                                                |
| Conny van Bentum                                                                                     | 100m vlinderslag (v)            | 6e        | serie 6: 1.00,94 (3e tijd) finale: 1.00,62                                                           |
| Conny van Bentum                                                                                     | 200m vlinderslag (v)            | 8e        | serie 4: 2.12,41 (2e tijd) finale: 2.13,17                                                           |
| Jolanda de Rover                                                                                     | 100m rugslag (v)                | 14e       | serie 5: 1.04,39 (6e tijd) B-finale: 1.04,11 (6e tijd)                                               |
| Jolanda de Rover                                                                                     | 200m rugslag (v)                | 7e        | serie 4: 2.16,58 (3e tijd) finale: 2.15,17                                                           |
| Linda Moes                                                                                           | 100m schoolslag (v)             | 17e       | serie 5: 1.11,84 (7e tijd)                                                                           |
| Linda Moes                                                                                           | 200m schoolslag (v)             | 11e       | serie 5: 2.31,98 (4e tijd) B-finale: 2.30,83 (3e tijd)                                               |
| Marianne Muis                                                                                        | 200m individueel wisselslag (v) | 5e        | serie 4: 2.16,40 (2e tijd) finale: 2.16,40                                                           |
| Marianne Muis                                                                                        | 400m individueel wisselslag (v) | 20e       | serie 3: 4.56,31 (7e tijd)                                                                           |
| Mildred Muis                                                                                         | 200m individueel wisselslag (v) | 9e        | serie 3: 2.19,46 (5e tijd) B-finale: 2.17,73 (1e tijd)                                               |
| Mildred Muis                                                                                         | 400m individueel wisselslag (v) | 21e       | serie 3: 4.56,89 (8e tijd)                                                                           |
| Conny van Bentum * ** Marianne Muis * ** Mildred Muis * ** Diana van der Plaats * Karin Brienesse ** | 4x100m vrije slag estafette (v) | Zilver    | * serie 2: 3.44,12 (1e tijd) ** finale: 3.43,39                                                      |
| Jolanda de Rover Linda Moes Conny van Bentum Karin Brienesse                                         | 4x100m wisselslag (v)           | 5e        | serie 3: 4.11,82 (3e tijd) finale: 4.12,19                                                           |